# リン酸鉄(II)
リン酸鉄(II)（リンさんてつ、英Iron(II) phosphateもしくはferrous phosphate）は鉄のリン酸塩の一種で、化学式がFe3(PO4)2で表される無機化合物である。リン酸第一鉄とも呼ばれる。天然には八水和物が藍鉄鉱として産出する。

## 生成
硫酸鉄(II)水溶液に空気を遮断した上で、リン酸水素二ナトリウム水溶液と酢酸ナトリウム水溶液を加え、2〜3日放置すると八水和物の結晶が析出する。
または封管中で鉄(II)塩水溶液とリン酸水素二ナトリウム水溶液の混合物を加熱すると析出する。
{\displaystyle {\ce {{3Fe^{2}+_{(}aq)}+{{2HPO4}_{(}^{2-}aq)}+8H2O->{Fe3(PO4)2\cdot {8H2O}}+2H+}}}

## 性質
水に不溶で、モル質量は357.49 g/mol。八水和物の形で市販されている。
一水和物は暗緑色の結晶、六水和物および八水和物は白色の結晶性粉末であるが、空気中では一部酸化され速やかに青色に変化する。藍鉄鉱も空気に触れると同様の変化を起こし、これが鉱物名の由来となっている。
八水和物は単斜晶系で水に不溶であるが、強酸水溶液に可溶である。

## 用途
農業用・園芸用として苔の除去に用いられる。